# Auchmis curva
Auchmis curva är en fjärilsart som beskrevs av Otto Staudinger 1889. Auchmis curva ingår i släktet Auchmis och familjen nattflyn. Inga underarter finns listade i Catalogue of Life.